# Teodoric Borgognoni

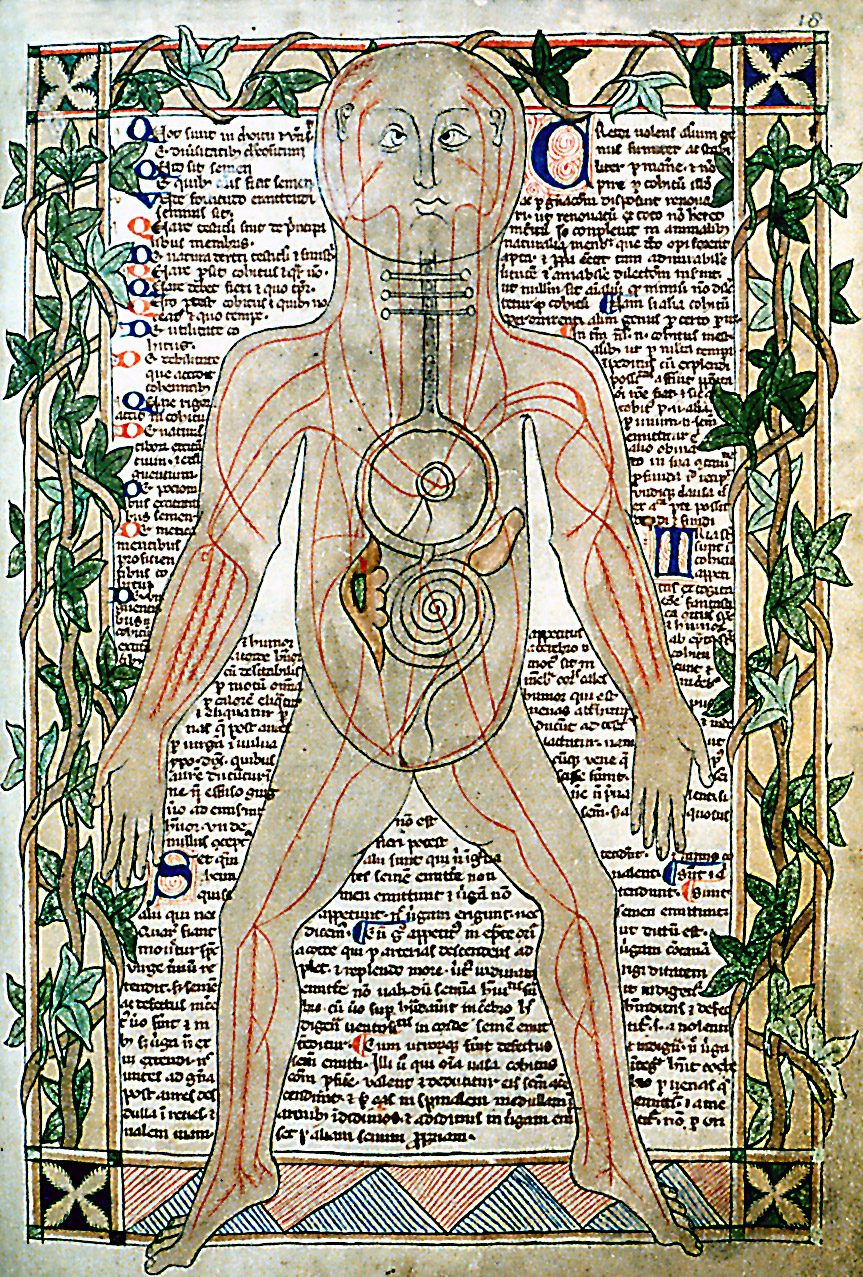
Il·lustració anatòmica del segle XIII

Teodorico Borgognoni (Lucca, Toscana, 1205 — Bolonya, Emília, 1298) va ser un metge i moralista italià.
Membre de l'orde dels Dominics va ser bisbe de Bitonto i de Cervia, i metge de tres papes. Va ser pioner en la utilització de narcòtics per a les operacions, mercuri per a malalties de la pell i alcohol per a les ferides. Va ser autor de diverses obres i va dedicar al bisbe de València Andreu d'Albalat la seva Chirurgia, un tractat de manescalia de nom Practica equorum traduït al català per Guillem Correger i un altre de falconeria. La difusió de les versions catalanes de la seva obra va fer creure a molts que en realitat era català.